# معركة سينثيانا الثانية
معركة سينثيانا الثانية (بالإنجليزية: Second Battle of Cynthiana)‏ هي معركة خلال الحرب الأهلية الأمريكية وتضمنت المعركة علي ثلاثة اشتباكات منفصلة والتي وقعت في 11 و 12 يونيو 1864، في مقاطعة هاريسون بولاية كنتاكي، في بلدة سينثيانا وبالقرب منها. كان ذلك عندما هاجمت القوات الكونفدرالية بقيادة العميد جون مورغان  عام 1864 كنتاكي. أسفرت المعركة في النهاية عن انتصار قوات الاتحاد على القوات المهاجمة، وأنهت غارة مورغان الأخيرة في كنتاكي بالهزيمة.
في فجر يوم 11 يونيو 1864، العميد. الجنرال جون إتش مورغان تقدم إلي سينثيانا مع 1200 من سلاح الفرسان. وكان يشكل الدفاع عن المدينة قوة صغيرة من قوات اتحاد تحت قيادة العقيد كونراد غاريس، الذي كان يقود خمس فصائل من مشاة أوهايو الـ 168 وبعض قوات الحرس الذي كان مخصص لحماية المنازل وكانوا نحو 300 رجل. قسم مورغان قواته إلى فرقتين والذين بدورهم اقتربوا من البلدة من الجنوب والشرق، وشنوا هجومًا على الجسر المغطى، مما دفع قوات الاتحاد نحو مستودع السكك الحديدية المركزية في كنتاكي وإلي الشمال وبطول خط السكة الحديد باتجاه منزل رانكين، والذي كانت القوات الفيدرالية تتاخده كموقع محصن.و نظرًا لعدم وجود مدفعية لطرد الفدراليين من مواقعهم، أشعل الكونفدراليون النار في البلدة، ودمروا سبعة وثلاثين مبنىً وقتلوا بعضًا من قوات الاتحاد.
أثناء اندلاع القتال في سينثيانا، قدمت قوة أخرى تابعة لقوات الاتحاد، وكانوا حوالي 500 رجل من مشاة أوهايو الـ171 تحت قياده الجنرال إدوارد هوبسون والذين وصلوا بالقطار على بعد ميل واحد إلى الشمال من سينثيانا عند جسر كيلر، والذي كانت القوات الكونفدرالية قد أحرقته. قاتلت هذه القوة أجزاء من قوة مورغان لمدة ست ساعات.و في نهاية المطاف، حاصر مورغان قوة الاتحاد الجديدة هذه في سهل نهر لعق. وإجمالا، كان لدى مورجان حوالي 1,300 من أسرى الحرب التابعين للاتحاد.
مع القليل من الذخيرة، قرر مورغان بتهور الاستمرار وقتال قوة الاتحاد الأكبر المتوقع قدومها. خلال ذلك قام العميد ستيفن ج. بيربريدج مع 2400 رجل، وهي قوة مشتركة من ولاية أوهايو وكنتاكي وميشيغان، من المشاة وسلاح الفرسان، بالإضافة إلى المدفعية، بمهاجمة مورغان في فجر يوم 12 يونيو، جري ذلك علي التلال شرق المدينة. دفعت قوات الاتحاد الكونفداليون للفرار إلى سينثيانا، حيث تم أسر أو قتل الكثير منهم. نجا الجنرال مورغان والعديد من ضباطه. بلغ إجمالي الخسائر البشرية في قوات الاتحاد المنفصلة 1,092 رجلاً، في حين يقدر أن مورجان قد فقد حوالي 1000 رجل، على الرغم من عدم وجود سجلات ثابتة.

## عبر الإنترنت
- مؤسسة سينثيانا باتلفيلدز
- ألبوم الحرب الأهلية
- Walking With History (تقدم جولات إلى Cynthiana ومواقع أخرى)